# برونو هسيفي
برونو هسيفي Bruno Hsaivi، لاعب كرة قدم برازيلي.
وقع مع نادي الصليبيخات في 7 سبتمبر 2009 ، وفي يوم 1 ديسمبر 2009 سجل هدف في مرمى نادي القادسية في المباراة التي خسروها 1-4 في الدوري الكويتي 2009/2010.